# Liste der französischen Truppen der Armée du Nord
Auflistung der Schlachtordnung der Armeé du Nord

## Armée du Nord
- Oberkommando: Kaiser Napoléon I.
- Chef des Stabes: Marschall Nicolas Jean-de-Dieu Soult
- Kommandant des linken Flügels: Marschall Michel Ney
- Kommandant des rechten Flügels: Marschall Emmanuel de Grouchy
- Kommandant der Artillerie: Generalmajor Charles-Étienne-François Ruty
- Kommandant der Pioniere: Generalmajor Joseph Rogniat

### 1. Korps
Kommandant: Generalmajor Jean-Baptiste Drouet, Comte d’Erlon
Chef des Stabes: Général de brigade Victor-Joseph Delcambre
Infanterie:  17.700 Mann
Kavallerie:  1800 Reiter
Artillerie:  1100 Mann 46 Kanonen
Pioniere:    350 Mann

#### 1. Infanterie-Division
Generalmajor Jacques Alexandre de Vaux
- 1. Brigade Brigade-General Joachim Jérôme Quiot du Passage

54. Infanterie-Regiment – Colonel Claude Charlet
55. Infanterie-Regiment – Colonel Jean-Pierre Monneret
- 2. Brigade Brigade-General Charles François Bourgeois

28. Infanterie-Regiment – Colonel Marc-Antoine Alexandre de Saint-Michel
105. Infanterie-Regiment – Colonel Jean Genty
- Artillerie

6. Fußartillerie-Regiment
20. Kompanie – Capitaine Hamelin (acht Geschütze)

#### 2. Infanterie-Division
Generalmajor François-Xavier Donzelot
- 1. Brigade – Brigade-General Nicolas Schmitz

13. Leichtes Infanterie-Regiment – Colonel Pierre Gougeon
17. Infanterie-Regiment – Colonel Nicolas Noël Gueurel
- 2. Brigade – Brigade-General Pierre Aulard

19. Infanterie-Regiment – Colonel Jean Aimable Trupel
51. Infanterie-Regiment – Colonel Jean Antoine Rignon
- Artillerie

6. Fußartillerie-Regiment
10. Kompanie capitaine Cantin (acht Geschütze)

#### 3. Infanterie-Division
Generalmajor Pierre Louis Binet de Marcognet
- 1. Brigade  – Brigade-General Antoine Nogues

21. Infanterie-Regiment – Colonel Jean Nicolas Louis
46. Infanterie-Regiment – Colonel Louis André Dupré
2. Brigade – Brigade-General Jean-George Grenier
25. Infanterie-Regiment – Colonel Jean Joseph Gromety
45. Infanterie-Regiment – Colonel Louis Guillaume Joseph Chapuzet
Artillerie
6. Fußartillerie-Regiment
19. Kompanie Capitaine Émon (acht Geschütze)

#### 4. Infanterie-Division
Generalmajor Pierre François Joseph Durutte
- 1. Brigade – Brigade-General Jean Gaudens Claude Pégot

8. Infanterie-Regiment – Colonel Louis Gabriel Ruelle
29. Infanterie-Regiment – Colonel Étienne Nicolas Rousselot
- 2. Brigade  – Brigade-General Jean-Louis Brue

85. Infanterie-Regiment – Colonel Pierre Pignet
95. Infanterie-Regiment – Colonel Jean Baptiste Garnier
Artillerie
6. Fußartillerie-Regiment
9. Kompanie Capitaine Bourgeois (acht Geschütze)

#### 1. Kavallerie-Division
Generalmajor Charles Claude Jacquinot
- 1. Brigade  – Brigade-General Adrien François de Bruno

7. Husaren-Regiment – Colonel Marcellin de Marbot
3. berittenes Jäger-Regiment – Colonel Anatole Charles Alexis de la Woëstine
- 2. Brigade – Brigade-General Martin Charles Gobrecht

3. Leichtes Lanzenreiter-Regiment – Colonel Charles François Martique
4. Leichtes Lanzenreiter-Regiment – Colonel Louis Bro
- Artillerie

1. berittenes Artillerieregiment
2. Kompanie Capitaine Bourgeois (sechs Geschütze)
- Reserveartillerie

6. berittenes Artillerieregiment
11. Kompanie Capitaine Lenoir (acht Geschütze)

### 2. Korps
Kommandant: Generalmajor Honoré-Charles Reille
Infanterie: 21.800 Mann
Kavallerie: 1.800 Reiter
Artillerie: 1.100 Mann 46 Kanonen
Pioniere: 400 Mann
Total: 25.100 Mann

#### 5. Infanterie-Division
Generalmajor Gilbert Bachelu
- 1. Brigade – Brigade-General Pierre Antoine Husson

3. Infanterie-Regiment –  Colonel Hubert Vautrin
61. Infanterie-Regiment – Colonel Charles Bouge
- 2. Brigade  – Brigade-General Toussaint Campi

72. Infanterie-Regiment – Colonel Frederic-Armand Thibault
108. Infanterie-Regiment – Colonel Philippe Higonet
- Artillerie

6. Fußartillerie-Regiment
18. Kompanie Capitaine Deshaulles mit acht Geschützen

#### 6. Infanterie-Division
Generalmajor Jérôme Bonaparte
- 1. Brigade – Brigade-General Pierre François Baudouin

1. Leichtes Infanterie-Regiment – Colonel Amédée Despans-Cubières
2. Leichtes Infanterie-Regiment – Colonel Pierre-François Maigrot
- 2. Brigade – Brigade-General Jean-Louis Soye

1. Infanterie-Regiment – Colonel Michel Jacquemet
2. Infanterie-Regiment – Colonel Jean Tripe Rignon
- Artillerie

2. Fußartillerie-Regiment
2. Kompanie Capitaine Meunier (acht Geschütze)

#### 7. Infanterie-Division
Generalmajor Jean-Baptiste Girard
- 2. Brigade  – Brigade-General Louis de Villiers

11. Leichtes Infanterie-Regiment
82. Infanterie-Regiment
- 2. Brigade – Brigade-General Jean-Pierre Piat

12. Leichtes Infanterie-Regiment
4. Infanterie-Regiment

#### 9. Infanterie-Division
Generalmajor Maximilien Sébastien Foy
- 1. Brigade – Brigade-General Jean-Joseph Gauthier

92. Infanterie-Regiment – Colonel Jean-Marie Tissot
93. Infanterie-Regiment – Colonel Nicolas Marchal
- 2. Brigade – Brigade-General Jean-Baptiste Jamin

100. Infanterie-Regiment – Colonel Vincent Peyrus
4. Leichtes Infanterie-Regiment – Colonel Joseph Braun
- Artillerie

6. Fußartillerie-Regiment
1. Kompanie Capitaine Tacon (acht Geschütze)

#### 2. Kavallerie-Division
Generalmajor Hippolyte-Marie-Guillaume de Rosnyvinen de Piré
- 1. Brigade – Brigade-General Pierre Antoine François Huber

1. berittenes Jäger-Regiment – Colonel Pierre Joseph Victor Simonneau
6. berittenes Jäger-Regiment – Colonel Paul-Eugène de Faudoas-Barbazan
- 2. Brigade – Brigade-General François Isidore Wathiez

5. Leichtes Lanzenreiter-Regiment – Colonel Jean-François Jacqueminot, Vicomte de Ham
6. Leichtes Lanzenreiter-Regiment  – Colonel Nicolas-Marie-Mathurin, Baron de Galbois
- Artillerie

4. berittenes Artillerie-Regiment
2. Kompanie Capitaine Gronnier (sechs Geschütze)
- Reserveartillerie

2. Artillerie Fuss-Regiment
7. Kompanie Capitaine Gayant (acht Geschütze)

### 3. Korps
Kommandant: Generalmajor Dominique-Joseph René Vandamme
Chef der Artillerie: Brigade-General Louis Doguereau
Chef der Pioniere: Brigade-General Pierre-Michel Nempde-Dupoyet
Infanterie: 15.000 Mann
Kavallerie: 1.000 Reiter
Artillerie: 1.000 Mann (38 Kanonen)
Pioniere: 150 Mann
Total: 17.150 Mann

#### 8. Infanterie-Division
Generalmajor Étienne Nicolas Lefol
- 1. Brigade – Brigade-General Pierre Joseph Billard

15. Leichtes Infanterie-Regiment – Colonel Jean-Charles Brice
23. Infanterie-Regiment – Colonel Jean-Honoré Vernier
- 2. Brigade – Brigade-General André-Philippe Corsin

37. Infanterie-Regiment – Colonel Ferjeux Fortier
64. Infanterie-Regiment – Colonel Raimond-Martin Dubalen
- Artillerie

6. Artillerie Fuss-Regiment
7. Kompagnie Capitaine Chauveau (acht Geschütze)

#### 10. Infanterie-Division
Generalmajor Pierre Joseph Habert
- 1. Brigade  – Brigade-General Louis Thomas Gengoult

34. Infanterie-Regiment – Colonel Jean-Antoine-Augustin Mouton
88. Infanterie-Regiment – Colonel Jacques-Louis Baillon
- 2. Brigade – Brigade-General René Joseph Dupeyroux

22. Infanterie-Regiment – Colonel Louis-Florimond Fantin des Odoards
70. Infanterie-Regiment – Colonel Pierre Maury
2. Schweizer Fremdenregiment, Colonel Augustin-Eugène Stoffel
- Artillerie

2. Artillerie Fuss-Regiment
18. Kompanie Capitaine Guérin (acht Geschütze)

#### 11. Infanterie-Division
Generalmajor Pierre Berthezène
- 1. Brigade – Brigade-General François Marie Dufour

12. Infanterie-Regiment – Colonel Ignace Baudinot
56. Infanterie-Regiment – Colonel Louis-François-Joseph Delahaye
- 2. Brigade – Brigade-General Henri-Jacques Martin de Lagarde

33. Infanterie-Regiment – Colonel Claude-Augustin Maire
86. Infanterie-Regiment – Colonel Claude Joseph Pelecier
- Artillerie

2. Artillerie Fuss-Regiment
17. Kompanie Capitaine Lecorbeiller (acht Geschütze)

#### 3. Kavallerie-Division
Generalmajor Jean-Simon Domon
- 1. Brigade – Brigade-General Jean-Baptiste Dommanget

4. berittenes Jäger-Regiment – Colonel Louis-Alexis Desmichels
9. berittenes Jäger-Regiment – Colonel Eugène-François d’Avranges Dukermont
2. Brigade – Brigade-General Gilbert-Julian Vinot
12. berittenes Jäger-Regiment – Colonel Alphonse de Grouchy
- Artillerie

2. berittenes Artillerie-Regiment
4. Kompanie Capitaine Dumont (sechs Geschütze)
- Reserveartillerie

2. Artillerie Fuss-Regiment
1. Kompanie Capitaine Charlet (acht Geschütze)

### 4. Korps
Kommandant: Generalmajor Étienne Maurice, comte Gérard
Chef der Artillerie: Brigade-General Basile Guy Marie Victor Baltus de Pouilly
Infanterie: 12.900 Mann
Kavallerie: 1.600 Reiter
Artillerie: 1000 Mann (38 Kanonen)
Pioniere  200 Mann
Total: 15.700 Mann

#### 12. Infanterie-Division
Generalmajor Marc-Nicolas-Louis Pécheux
- 1. Brigade – Brigade-General Jean-François Rome

30. Infanterie-Regiment – Colonel Adrien Ramand
96. Infanterie-Regiment – Colonel Jean Gougeon
- 2. Brigade – Brigade-General Christian-Henri Schaeffer

63. Infanterie-Regiment – Colonel Jean Laurede
6. Leichtes Infanterie-Regiment – Colonel Jean-Jacques Villars
- Artillerie

5. Artillerie Fuss-Regiment
1. Kompanie Capitaine Saint-Cyr (acht Geschütze)

#### 13. Infanterie-Division
Generalmajor Louis Joseph Vichery
- 1. Brigade – Brigade-General Jacques Lecapitaine

59. Infanterie-Regiment – Colonel Frédéric-Alexandre Laurain
76. Infanterie-Regiment – Colonel Victor-Antoine Morice de la Rue
- 2. Brigade – Brigade-General François-Alexandre Desprez

48. Infanterie-Regiment – Colonel Olivier-Antoine-Constantin Peraldi
69. Infanterie-Regiment – Colonel Christophe Herve
- Artillerie

5. Artillerie Fuss-Regiment
3. Kompanie Capitaine Billon (acht Geschütze)

#### 14. Infanterie-Division
Generalmajor Louis-Auguste-Victor de Ghaisnes de Bourmont
- 1. Brigade – Brigade-General Etienne Hulot

9. Leichtes Infanterie-Regiment – Colonel  Paul Hippolyte Alexandre Baume
111. Infanterie-Regiment – Colonel Louis-Antoine Sauset
- 2. Brigade – Brigade-General Jean-François Toussaint

44. Infanterie-Regiment – Colonel Jean-Dominique Paolini
50. Infanterie-Regiment – Colonel François-Marie-Joseph Lavigne
- Artillerie

5. Artillerie Fuss-Regiment
3. Kompanie Capitaine Billon (acht Geschütze)

#### 6. Kavallerie-Division
Generalmajor Antoine Maurin
- 1. Brigade – Brigade-General Louis Vallin

6. Husaren-Regiment – Colonel Joseph-Marie von Savoyen-Villafranca
8. berittenes Jäger-Regiment – Colonel Pierre-Henri-Joseph Schneit
- 2. Brigade – Brigade-General Pierre Marie-Auguste Berruyer

6. Dragoner-Regiment – Colonel Claude Mugnier
16. Dragoner-Regiment – Colonel Louis-Charlemagne Prevost
- Artillerie

3. berittenes Artillerie-Regiment
3. Kompanie Capitaine Tortel (sechs Geschütze)
- Reserveartillerie

5. Artillerie Fuss-Regiment
5. Kompanie Capitaine Chartel (acht Geschütze)

### 6. Korps
Kommandant: Generalmajor Georges Mouton, Comte de Lobau
Chef der Artillerie: Brigade-General Henri Marie Le Noury
Infanterie: 9.400 Mann
Artillerie: 700 Mann (32 Kanonen)
Pioniere: 200 Mann
Total: 10.300 Mann.

#### 19. Infanterie-Division
Generalmajor François Martin Valentin Simmer
- 1. Brigade – Brigade-General Antoine Alexandre Julienne de Bellair

5. Infanterie-Regiment – Colonel Jean-Ignace Roussille
11. Infanterie-Regiment – Colonel Alexandre-Charles-Joseph Aubrée
- 2. Brigade – Brigade-General Louis Marie Joseph Thévenet.

27. Infanterie-Regiment – Colonel Pierre-Étienne-Simon Gaudin
84. Infanterie-Regiment – Colonel Pierre-André-Remy Chevalier
- Artillerie

8. Artillerie Fuss-Regiment
1. Kompanie Capitaine Parisot (acht Geschütze)

#### 20. Infanterie-Division
Generalmajor Jean-Baptiste Jeanin
- 1. Brigade – Brigade-General Jean Pierre François Bony

5. Leichtes Infanterie-Regiment – Colonel François-Théodore Curnier de Pilvert
10. Infanterie-Regiment – Colonel Jean Pierre François Dieudonné Roussel
- 2. Brigade – Brigade-General Jacques-Jean-Marie-François Boudin, Comte de Tromelin

107. Infanterie-Regiment – Colonel Jean Drout
- Artillerie

8. Artillerie Fuss-Regiment
2. Kompanie Capitaine Paquet (acht Geschütze)

#### 21. Infanterie-Division
Generalmajor François-Antoine Teste
- 1. Brigade – Brigade-General Michel Pascal Lafitte

8. Leichtes Infanterie-Regiment – Colonel Jean Ricard
- 2. Brigade – Brigade-General Raymond Pierre Penne

65. Infanterie-Regiment – Colonel Joseph-Gaspard Monteyremar
75. Infanterie-Regiment – Colonel Pierre Mativet
- Artillerie

8. Artillerie Fuss-Regiment
3. Kompanie  Capitaine Duverry (acht Geschütze)
- Reserveartillerie

8. Artillerie Fuss-Regiment
4. Kompanie Capitaine Chaudon (acht Geschütze)

### 1. Kavalleriekorps
Kommandant: Generalmajor Pierre Claude Pajol
Chef des Stabes: Colonel Picard
Kavallerie: 17 Escadrons mit zusammen 2.717 Reitern
Artillerie, Pioniere und Train: 329 Mann
Total: 3.046 Mann

#### 4. Kavallerie-Division
Generalmajor Pierre Benoit Soult
- 1. Brigade – Brigade-General Benjamin Auguste Léonor Houssin de Saint-Laurent

1. Husaren-Regiment – Colonel François-Joseph-Marie Clary
4. Husaren-Regiment – Colonel Louis-Joseph Blot
2. Brigade – Brigade-General Auguste Jean Ameil
5. Husaren-Regiment – Colonel Jean-Baptiste Liégeard
- Artillerie

1. berittenes Artillerie-Regiment
1. Kompanie Capitaine Cothereaux (sechs Geschütze)

#### 5. Kavallerie-Division
Generalmajor Jacques-Gervais Subervie
1. Brigade – Brigade-General Louis-Pierre-Alphonse de Colbert
1. leichtes Lanzenreiter-Regiment – Colonel Charles Claude Jacquinot
2. leichtes Lanzenreiter-Regiment – Colonel Jean Baptiste Joseph Sourd
2. Brigade – Brigade-General Eugène Antoine François Merlin
11. berittenes Jäger-Regiment – Colonel Jean-Baptiste Nicolas
- Artillerie

1. berittenes Artillerie-Regiment
3. Kompanie Capitaine Duchemin sechs Geschütze

### 2. Kavalleriekorps
Kommandant: Generalmajor Rémy-Isidore Exelmans
Kavallerie: 3.220 Reitern
Artillerie: 290 Mann (12 Kanonen)
Total: 3.290 Mann

#### 9. Kavallerie-Division
Generalmajor Jean-Baptiste Strolz
- 1. Brigade – Brigade-General André Burthe

5. Dragoner-Regiment – Colonel Jean-Baptiste-Antoine Canavas de Saint-Armand
13. Dragoner-Regiment – Colonel Jean-Baptiste Saviot
- 2. Brigade – Brigade-General Henri Catherine Balthazard Vincent

15. Dragoner-Regiment – Colonel Claude-Louis Chaillot
20. Dragoner-Regiment – Colonel Armand-François-Bon-Claude de Briqueville
- Artillerie

1. berittenes Artillerie-Regiment
4. Kompanie Capitaine Gudet (sechs Geschütze)

#### 10. Kavallerie-Division
Generalmajor Louis Pierre Aimé Chastel
1. Brigade – Brigade-General Pierre Bonnemains
4. Dragoner-Regiment – Colonel Jean-Baptiste Bouquerot des Essarts
12. Dragoner-Regiment – Colonel Joachim-Irénée-François Bureaux de Pusy
2. Brigade – Brigade-General Jean-Baptiste Breton
14. Dragoner-Regiment – Colonel Alphonse-Alexandre Séguier
17. Dragoner-Regiment – Colonel Louis Labiffe
- Artillerie

4. Artillerie Fuss-Regiment
4. Kompanie Capitaine Bernard (acht Geschütze)

### 3. Kavalleriekorps
Kommandant: Generalmajor François Étienne Kellermann
Kavallerie: 3.400 Reiter
Artillerie: 300 Mann (12 Kanonen)
Total: 3.700 Mann

#### 11. Kavallerie-Division
Generalmajor Samuel Lhéritier de Chézelles
- 1. Brigade – Brigade-General Cyrille-Simon Picquet

2. Dragoner-Regiment – Colonel François-Joseph Planzeaux
7. Dragoner-Regiment – Colonel Charles-Philippe Leopold
- 2. Brigade – Brigade-General Marie-Adrien-François Guiton

8. Kürassier-Regiment – Colonel Antoine-Laurent-Marie Garavaque
11. Kürassier-Regiment – Colonel Eleonore-Ambroise Courtier
- Artillerie

2. berittenes Artillerie-Regiment
3. Kompanie Capitaine Marcillac (sechs Geschütze)

#### 12. Kavallerie-Division
Generalmajor Nicolas François Roussel d’Hurbal
- 1. Brigade – Brigade-General Amable Guy Blancard

1. Karabinieri-Regiment der kaiserlichen Garde – Colonel Arnaud Roge
2. Karabinieri-Regiment der kaiserlichen Garde – Colonel François Beugnat
2. Brigade – Brigade-General Frédéric Guillaume de Donop
2. Kürassier-Regiment – Colonel Louis-Stanislas-François Grandjean
3. Kürassier-Regiment – Colonel Jean-Guillaume Lacroix
- Artillerie

2. Artillerie Fuss-Regiment
2. Kompanie Capitaine Lebau (sechs Geschütze)

### 4. Kavalleriekorps
Kommandant: Generalmajor Édouard Jean-Baptiste Milhaud
Kavallerie: 2.700 Reiter
Artillerie: 300 Mann (12 Kanonen)
Total: 3.000 Mann

#### 13. Kavallerie-Division
Generalmajor Pierre Watier comte de Saint-Alphonse
- 1. Brigade – Brigade-General Jacques Charles Dubois

1. Kürassier-Regiment – Colonel Michel Ordener
4. Kürassier-Regiment – Colonel Jean-Nicolas Habert
Brigade Travers – Brigade-General Étienne Jacques Travers de Jever
7. Kürassier-Regiment – Colonel Claude-François Richardot
12. Kürassier-Regiment – Colonel Charles-Nicolas Thurot
- Artillerie

1. berittenes Artillerie-Regiment
5. Kompanie Capitaine Duchet (sechs Geschütze)

#### 14. Kavallerie-Division
Generalmajor Jacques-Antoine-Adrien Delort
- 1. Brigade – Brigade-General Pierre-Joseph Farine du Creux

5. Kürassier-Regiment – Colonel Armand-Louis Gobert
10. Kürassier-Regiment – Colonel Pierre-Adrien de la Huberdière
2. Brigade – Brigade-General Jacques Laurent Louis Augustin Vial
6. Kürassier-Regiment – Colonel Isidore Martin
9. Kürassier-Regiment – Colonel François Bigarne
- Artillerie

3. Artillerie Fuss-Regiment
4. Kompanie Capitaine Legay (acht Geschütze)

### Garde impériale
Kommandant: Marschall Adolphe Édouard Casimir Joseph Mortier
Chef des Stabes: Generalmajor Jean-Jacques Desvaux de Saint-Maurice
Chef der Artillerie: Generalmajor Gabriel Neigre
Chef der Pioniere: Brigade-General François Nicolas Benoît Haxo
Artillerie Fuss-Regiment der kaiserlichen Garde – Brigade-General Henri Dominique Lallemand
Berittenes Artillerie-Regiment der kaiserlichen Garde – Colonel Jean-Baptiste Duchand de Sancey
ein Eskadron der Elite-Gendarmerie der kaiserlichen Garde

#### Grenadier-Division der Alten Garde
Generalmajor Louis de Friant
1. Grenadier-Regiment der kaiserlichen Garde – Brigade-General Jean-Martin Petit
2. Grenadier-Regiment der kaiserlichen Garde – Brigade-General Joseph Christiani
3. Grenadier-Regiment der kaiserlichen Garde – Brigade-General Paul-Jean-Baptiste Poret de Morvan
4. Grenadier-Regiment der kaiserlichen Garde – Brigade-General Louis Harlet
- Artillerie

Artillerie Fuss-Regiment der kaiserlichen Garde
5. Kompanie Capitaine Resigny (acht Geschütze)

#### Jäger-Division der Alten Garde
Generalmajor Charles Antoine Morand
1. Jäger-Regiment der kaiserlichen Garde – Brigade-General Pierre Cambronne
2. Jäger-Regiment der kaiserlichen Garde – Brigade-General Jean-Jacques Germain Pelet-Clozeau
3. Jäger-Regiment der kaiserlichen Garde – Brigade-General Pierre Antoine Anselme Malet
4. Jäger-Regiment der kaiserlichen Garde – Brigade-General Christophe Henrion

#### Division der Jungen Garde
Generalmajor Philibert Guillaume Duhesme
- 1. Brigade  – Brigade-General Jean Hyacinthe Sébastien Chartrand

1. Voltigeursregiment der kaiserlichen Garde – Colonel Antoine Joseph Secrétan
1. Schützen-Regiment der kaiserlichen Garde Colonel Jacques Élisée Trappier de Malcolm
- 2. Brigade – Brigade-General Nicolas Philippe Guye

3. Voltigeursregiment der kaiserlichen Garde – Colonel François Alexandre Hurel
3. Schützen-Regiment der kaiserlichen Garde – Colonel Antoine Pailhes
- Artillerie

Hilfstruppen der Fußartillerie
7. Kompanie Capitaine Cre’Aach (acht Geschütze)
8. Kompanie  Capitaine Charbonier (acht Geschütze)

#### Leichte Kavallerie-Division
Generalmajor Charles Lefebvre-Desnouettes
berittenes Jäger-Regiment der Garde – Brigade-General Charles Lallemand
Lanzenreiter-Regiment der Garde – Brigade-General Pierre David de Colbert-Chabanais
1. leichtes polnisches Lanzenreiter-Regiment – Major Paweł Jerzmanowski
2. leichtes Lanzenreiter-Regiment der Garde – Major Charles Marie Joseph Dubois
- Artillerie

berittenes Artillerie-Regiment der kaiserlichen Garde
1. Kompanie Capitaine Favier (sechs Geschütze)
2. Kompanie Capitaine Nasse (sechs Geschütze)

#### Schwere Kavallerie-Division
Generalmajor Claude-Étienne Guyot
berittenes Grenadier-Regiment der Garde – Brigade-General Jean-Baptiste Auguste Jamin
Dragoner-Regiment der Garde – Generalmajor Philippe Antoine d’Ornano
- Artillerie

berittenes Artillerie-Regiment der kaiserlichen Garde
3. Kompanie Capitaine Branville (sechs Geschütze)
4. Kompanie Capitaine Barbarin (sechs Geschütze)
- Reserveartillerie –

Generalmajor Jean-Jacques Desvaux de Saint-Maurice
1. Artillerie Fuss-Regiment der kaiserlichen Garde
1. Kompanie Capitaine Marion (acht Geschütze)
2. Kompanie Capitaine Radet (acht Geschütze)
3. Kompanie Capitaine Tessier (acht Geschütze)
4. Kompanie Capitaine Gaubert (acht Geschütze)